# ジーナ・ガリソン
ジーナ・ガリソン（Zina Garrison, 1963年11月16日 - ）は、アメリカ・テキサス州ヒューストン出身の女子プロテニス選手。黒人の女子テニス選手として活動した。1990年のウィンブルドン女子シングルス準優勝者で、同選手権の混合ダブルスで1988年と1990年に2度優勝した。1988年のソウル五輪でも女子シングルス銅メダル・女子ダブルス金メダル獲得がある。身長164cm、体重61kgで、小柄な体格の選手だった。自己最高ランキングはシングルス4位、ダブルス5位。WTAツアーでシングルス14勝、ダブルス20勝を挙げる。

## 来歴
10歳からテニスを始め、1982年にプロ入り。この年にいきなり全仏オープンで準々決勝に進出し、マルチナ・ナブラチロワに 3-6, 2-6 で敗れる。ガリソンはナブラチロワに「34度」挑戦したが、1988年全米オープン準々決勝の1度しか勝てなかった。1984年に「ヨーロッパ室内選手権」でプロ初優勝を飾り、同選手権では1985年に大会連覇がある。1988年の全米オープン準々決勝で、対ナブラチロワ戦の初勝利を挙げたが、続く準決勝でガブリエラ・サバティーニに敗れた。この年はソウル五輪でも活躍し、シングルスの銅メダルとダブルスの金メダルを獲得した。
オリンピックにおけるテニス競技は、1926年に世界初のプロテニス選手が登場したことから、1928年のアムステルダム五輪以後は公式種目から除外された。このソウル五輪でプロテニス選手の出場が認められ、1924年パリ五輪以来64年ぶりにオリンピック競技としてのテニスが復活する。オリンピックはアマチュアの祭典である、という基本理念を覆す決定がなされたため、当時は大きな波紋を呼んだ出来事だった。その記念すべき大会で、ガリソンは女子シングルス準決勝でシュテフィ・グラフ（当時西ドイツ代表）に 2-6, 0-6 で完敗したが、準決勝敗退選手2名による銅メダル決定戦は行われず、ガリソンとマニュエラ・マリーバの2人が銅メダリストになった。女子ダブルスでは、ガリソンはパム・シュライバーとペアを組み、決勝でチェコスロバキア代表のヘレナ・スコバ＆ヤナ・ノボトナ組を 4-6, 6-2, 10-8 の激戦の末に破り、復活金メダルの第1号ペアとなった。
1989年の全米オープン準々決勝で、ガリソンはこの年限りでの引退を表明していたクリス・エバートを 7-6, 6-2 で破り、偉大な元女王の4大大会最後の試合の相手となった。この時は準決勝でナブラチロワに敗れ、全米オープンで2年連続のベスト4になった。
1990年のウィンブルドンは、ガリソンのテニス経歴を通じて最大のハイライトになる。準々決勝で、ガリソンは当時16歳のモニカ・セレシュを 3-6, 6-3, 9-7 で破り（セレシュは先の全仏オープンで「16歳6ヶ月」の大会史上最年少優勝記録を樹立したばかりだった）、準決勝では大会3連覇を目指したシュテフィ・グラフを 6-3, 3-6, 6-4 で破り、初の4大大会決勝進出を果たした。（グラフは1987年全仏オープンから続けていた4大大会決勝連続進出記録が「13大会」で止まった。）決勝戦でガリソンはナブラチロワに 4-6, 1-6 のストレートで敗れ、1957年・1958年のアリシア・ギブソン以来となる黒人女子テニス選手としてのウィンブルドン優勝を逃した。ナブラチロワはこの優勝により、宿願のウィンブルドン「9勝目」を挙げて大会歴代1位になった。
初出場時はいきなりベスト8に進出した全仏オープンでは、その後は好成績を出せなかった。1990年ウィンブルドン準優勝の前、全仏では1回戦で敗退している。翌1991年の全仏1回戦で、初対戦だった日本の沢松奈生子選手に 4-6, 0-6 で惨敗し、2年連続で初戦敗退の屈辱をなめた。
ガリソンの最後のシングルス優勝は、1995年のバーミンガム大会（ウィンブルドン前哨戦の1つ）であった。1997年に現役を引退し、現在は「ジーナ・ガリソン財団」を通してホームレスの支援などに尽力している。
ジーナ・ガリソンは黒人選手として4大大会優勝を果たせなかったが、現在はビーナスとセリーナのウィリアムズ姉妹が世界の舞台で活躍している。